# Try This
Try This (englisch für „Versuche das“) ist das dritte Studioalbum der US-amerikanischen Pop-Sängerin Pink, das am 10. November 2003 von Arista Records veröffentlicht wurde. Es war Pinks erstes Album, das aufgrund seiner expliziten Liedtexte die Kennzeichnung Parental Advisory erhielt.

## Entstehung und Veröffentlichung
Die Demoaufnahmen für die Songs entstanden in Zusammenarbeit mit dem Musiker Tim Armstrong, während dessen Band Rancid als Vorgruppe der Foo Fighters auf Tournee war. Am 7. Juli 2003 erschien mit Feel Good Time die Lead-Single; am 27. Oktober 2003 folgte mit Trouble die zweite Auskopplung. Das Album erschien am 10. November 2003 und wurde vom Musiklabel Arista Records vermarktet und produziert. In Deutschland wurde Try This von BMG mit dem Kopierschutz CopyControl vertrieben und erlaubte keine Abspielbarkeit auf Computern mit Mac OS.

## Einordnung und Stil
Try This ist ein eher rockiges Album, enthält aber auch bluesigen Retro-Rock-Sound bei Waiting for Love, mit dezenten R&B-Elementen angereicherte Balladen wie Catch Me While I’m Sleeping und eingängige Midtempo-Songs wie Tonight’s the Night. Außerdem wurde mit Hilfe von Peaches der Titel Oh My God eingespielt, den Pink selbst als den „sexiest song“ bezeichnet, den sie je aufgenommen hat.
Pink ist der Ansicht, dass das Album statt Wehklagen, Geschichten über einzelne Menschen enthält, auf die sie ihren Zorn richte. Es sei ein wenig „sicherer und luftiger“ als das Vorgängeralbum.

## Titelliste
| Nr. | Titel                                | Text                                                                  | Musik                         | Dauer |
| --- | ------------------------------------ | --------------------------------------------------------------------- | ----------------------------- | ----- |
| 01  | Trouble                              | Alecia Moore, Tim Armstrong                                           | Tim Armstrong, John Fields    | 3:14  |
| 02  | God Is a DJ                          | Alecia Moore, Billy Mann, Jonathan S. Davis                           | Billy Mann, Jonathan S. Davis | 3:45  |
| 03  | Last to Know                         | Alecia Moore, Tim Armstrong                                           | Tim Armstrong                 | 4:03  |
| 04  | Tonight's the Night                  | Alecia Moore, Tim Armstrong                                           | Tim Armstrong                 | 3:57  |
| 05  | Oh My God (feat. Peaches)            | Alecia Moore, Tim Armstrong, Merrill Nisker                           | Tim Armstrong                 | 3:44  |
| 06  | Catch Me While I'm Sleeping          | Alecia Moore, Linda Perry                                             | Linda Perry, John Fields      | 5:03  |
| 07  | Waiting for Love                     | Alecia Moore, Linda Perry, Eric Schermerhorn, Paul Ill, Brian MacLeod | Linda Perry                   | 5:28  |
| 08  | Save My Life                         | Alecia Moore, Tim Armstrong                                           | Tim Armstrong                 | 3:16  |
| 09  | Try Too Hard                         | Alecia Moore, Linda Perry                                             | Linda Perry, John Fields      | 3:14  |
| 10  | Humble Neighborhoods                 | Alecia Moore, Tim Armstrong                                           | Tim Armstrong, John Fields    | 3:52  |
| 11  | Walk Away                            | Alecia Moore, Tim Armstrong                                           | Tim Armstrong                 | 3:39  |
| 12  | Unwind                               | Alecia Moore, Tim Armstrong                                           | Tim Armstrong                 | 3:14  |
| 13  | Feel Good Time (feat. William Orbit) | Beck Hansen, Jay Ferguson, William Orbit                              | William Orbit                 | 3:57  |
| 14  | Love Song                            | Alecia Moore, Damon Elliott                                           | Damon Elliott                 | 2:29  |
| 15  | Hooker (Hidden Track)                | Alecia Moore, Tim Armstrong                                           | Tim Armstrong                 | 3:04  |

## Singleauskopplungen
| Jahr | Titel          | Höchstplatzierung, Gesamtwochen, AuszeichnungChartplatzierungen (Jahr, Titel, , Platzierungen, Wochen, Auszeichnungen, Anmerkungen) | Höchstplatzierung, Gesamtwochen, AuszeichnungChartplatzierungen (Jahr, Titel, , Platzierungen, Wochen, Auszeichnungen, Anmerkungen) | Höchstplatzierung, Gesamtwochen, AuszeichnungChartplatzierungen (Jahr, Titel, , Platzierungen, Wochen, Auszeichnungen, Anmerkungen) | Höchstplatzierung, Gesamtwochen, AuszeichnungChartplatzierungen (Jahr, Titel, , Platzierungen, Wochen, Auszeichnungen, Anmerkungen) | Höchstplatzierung, Gesamtwochen, AuszeichnungChartplatzierungen (Jahr, Titel, , Platzierungen, Wochen, Auszeichnungen, Anmerkungen) | Anmerkungen                                                                |
| Jahr | Titel          | DE | AT | CH | UK | US | Anmerkungen                                                                |
| ---- | -------------- | --- | --- | --- | --- | --- | -------------------------------------------------------------------------- |
| 2003 | Feel Good Time | DE16 (9 Wo.)DE | AT9 (12 Wo.)AT | CH12 (15 Wo.)CH | UK3 (12 Wo.)UK | US60 (5 Wo.)US | Erstveröffentlichung: 7. Juli 2003 Verkäufe: + 36.000; feat. William Orbit |
| 2003 | Trouble        | DE7 (13 Wo.)DE | AT5 (23 Wo.)AT | CH5 (14 Wo.)CH | UK7 (13 Wo.)UK | US68 (1 Wo.)US | Erstveröffentlichung: 8. September 2003 Verkäufe: + 508.000                |
| 2004 | God Is a DJ    | DE44 (8 Wo.)DE | AT26 (10 Wo.)AT | CH32 (8 Wo.)CH | UK11 (6 Wo.)UK | — | Erstveröffentlichung: 26. Januar 2004 Verkäufe: + 35.000                   |
| 2004 | Last to Know   | DE66 (8 Wo.)DE | AT48 (6 Wo.)AT | CH46 (6 Wo.)CH | UK21 (6 Wo.)UK | — | Erstveröffentlichung: 12. April 2004                                       |

## Kommerzieller Erfolg

### Chartplatzierungen
| ChartsChartplatzierungen       | Höchstplatzierung | Wochen |
| ------------------------------ | ----------------- | ------ |
| Deutschland (GfK)              | 2 (28 Wo.)        | 28     |
| Österreich (Ö3)                | 2 (29 Wo.)        | 29     |
| Schweiz (IFPI)                 | 1 (27 Wo.)        | 27     |
| Vereinigte Staaten (Billboard) | 9 (15 Wo.)        | 15     |
| Vereinigtes Königreich (OCC)   | 3 (32 Wo.)        | 32     |

| ChartsJahrescharts (2003)    | Platzierung |
| ---------------------------- | ----------- |
| Deutschland (GfK)            | 65          |
| Österreich (Ö3)              | 46          |
| Schweiz (IFPI)               | 29          |
| Vereinigtes Königreich (OCC) | 55          |

| ChartsJahrescharts (2004)      | Platzierung |
| ------------------------------ | ----------- |
| Deutschland (GfK)              | 47          |
| Österreich (Ö3)                | 24          |
| Schweiz (IFPI)                 | 32          |
| Vereinigte Staaten (Billboard) | 150         |

### Auszeichnungen für Musikverkäufe
| Land/Region                  | Auszeichnungen für Musikverkäufe (Land/Region, Auszeichnung, Verkäufe) | Verkäufe  |
| ---------------------------- | ---------------------------------------------------------------------- | --------- |
| Australien (ARIA)            | 2× Platin                                                              | 140.000   |
| Deutschland (BVMI)           | 3× Gold                                                                | (300.000) |
| Europa (IFPI)                | Platin                                                                 | 1.000.000 |
| Kanada (MC)                  | Platin                                                                 | 100.000   |
| Neuseeland (RMNZ)            | Gold                                                                   | 7.500     |
| Norwegen (IFPI)              | Gold                                                                   | (20.000)  |
| Österreich (IFPI)            | Platin                                                                 | (30.000)  |
| Russland (NFPF)              | Gold                                                                   | (10.000)  |
| Schweiz (IFPI)               | Platin                                                                 | (40.000)  |
| Vereinigte Staaten (RIAA)    | Platin                                                                 | 1.000.000 |
| Vereinigtes Königreich (BPI) | Platin                                                                 | (545.000) |
| Insgesamt                    | 4× Gold · 9× Platin ·                                                  | 2.247.500 |

Hauptartikel: Pink (Musikerin)/Auszeichnungen für Musikverkäufe